# Max Carrasco
Max Carrasco (født 3. maj 1984) er en brasiliansk fodboldspiller.